# Werner Lesser
Pour les articles homonymes, voir Lesser.
Werner Lesser (aussi Lesser II), né le 22 août 1932 à Schmalkalden et mort le 15 janvier 2005 à Brotterode, est un sauteur à ski est-allemand. 

## Biographie
Il est aussi nommé Werner Lesser II du fait que plusieurs athlètes au même nom viennent de Brotterode et cette numérotation lui a donc été attribuée.
Il termine notamment huitième à l'épreuve du petit tremplin de saut à ski aux Jeux olympiques de 1956, représentant l'Équipe unifiée d'Allemagne. Il y est 21e quatre ans plus tard aux Jeux de Squaw Valley.
Au niveau national, il remporte le titre de champion de RDA en 1952, 1953, 1957 et 1961.
S'il est devenu policier, son activité principale reste celui d'entraîneur au club de Brotterode pendant trente ans.
À Brotterode, le complexe de saut à ski comprenant l'Inselbergschanze est nommé d'après lui, Werner Lesser II Skisprung Arena lors de l'inauguration en 2009.

## Palmarès

### Jeux olympiques
| Épreuve / Édition | Cortina d'Ampezzo 1956 | Squaw Valley 1960 |
| Individuel        | 8e                     | 21e               |